# Daniël Clarembaux
Daniël Joseph Clarembaux (* 5. Januar 1883 in Molenbeek; † 14. Juni 1928 in Brüssel) war ein belgischer Ruderer.

## Biografie
Daniël Clarembaux wurde 1902, 1903 und 1909 Europameister mit dem Doppelzweier. Darüber hinaus gewann er viermal EM-Silber und gehörte zur belgischen Crew, die in der Achter-Regatta bei den Olympischen Sommerspielen 1920 in Antwerpen teilnahm.